# 1929 en football
Cet article présente les faits marquants de l'année 1929 en football.

## Février
- 3 février : l'Espanyol Barcelone remporte la Coupe d'Espagne face au Real Madrid, 2-1.
- 24 février : au Stade olympique Yves-du-Manoir de Colombes, l'équipe de France s'impose 3-0 sur l'équipe de Hongrie.

## Mars
- Les Rangers sont champions d'Écosse.
- 24 mars : au Stade olympique Yves-du-Manoir de Colombes, l'équipe de France s'impose 2-0 sur l'équipe du Portugal.

## Avril
- Sheffield Wednesday FC est champion d’Angleterre.
- 6 avril : Kilmarnock FC remporte la Coupe d'Écosse face aux Rangers, 4-0.
- 14 avril : à Saragosse, l'équipe d'Espagne s'impose 8-1 sur l'équipe de France.
- 27 avril : Bolton Wanderers FC remporte la Coupe d'Angleterre face à Portsmouth FC, 2-0.
- 27 avril : l'Olympique de Marseille remporte le championnat de France contre le Club français sur le score de 3-2 au stade Pershing.

## Mai
- 5 mai : le SO Montpellier remporte la Coupe de France face au FC Sète, 2-0.
- 9 mai : au Stade olympique Yves-du-Manoir de Colombes, l'équipe d'Angleterre s'impose 2-0 sur l'équipe de France.
- 19 mai : au Stade olympique Yves-du-Manoir de Colombes, l'équipe de Yougoslavie s'impose 3-1 sur l'équipe de France.
- 26 mai : le Rapid de Vienne est champion d'Autriche.
- 26 mai : à Rocourt, l'équipe de Belgique s'impose 4-1 sur l'équipe de France.
- Le Royal Anvers FC est champion de Belgique.
- Le PSV Eindhoven est champion des Pays-Bas.
- Le FC Barcelone remporte la première édition du Championnat d'Espagne.

## Juin
- 30 juin : Huracan est champion d'Argentine.

## Juillet
- 7 juillet : Bologne FC est champion d'Italie.
- 28 juillet : Fürth champion d'Allemagne en s'imposant en finale nationale 3-2 contre le Hertha BSC Berlin.

## Novembre
- 17 novembre : l'équipe d'Argentine remporte la Copa América
- 24 novembre : le CR Vasco de Gama champion de l'État de Rio de Janeiro.

## Décembre
- 1er décembre : le SC Corinthians champion de l'État de Sao Paulo.

## Naissances
Plus d'informations : Liste d'acteurs du football nés en 1929.
- 27 février : Djalma Santos, footballeur brésilien.
- 16 mai : Nilton Santos, footballeur brésilien.
- 10 août : Joseph Ujlaki, footballeur hongrois puis français.
- 16 août : Helmut Rahn, footballeur allemand.
- 30 septembre : Sándor Kocsis, footballeur hongrois.
- 8 octobre : Didi, footballeur brésilien.
- 22 octobre : Lev Yachine, footballeur russe.

## Décès
- 8 novembre : Albert Shepherd, footballeur anglais.